# آلسیو سارتی
آلسیو سارتی (انگلیسی: Alessio Sarti؛ زادهٔ ۸ سپتامبر ۱۹۷۹) بازیکن فوتبال اهل ایتالیا است.
از باشگاه‌هایی که در آن بازی کرده‌است می‌توان به باشگاه فوتبال آ.ث. میلان، باشگاه فوتبال چزنا، باشگاه فوتبال اتلتیکو آرتزو، و باشگاه فوتبال پارما اشاره کرد.